# Bronchotibia adunatus
Bronchotibia adunatus (лат.) — ископаемый вид жуков-долгоносиков, единственный в составе рода Bronchotibia из подсемейства Molytinae. Обнаружен в доминиканском янтаре (Доминиканская Республика), датируемого миоценом.

## Описание
Очень мелкие жуки-долгоносики. Длина тела около 1,2 мм (без рострума). Тело сильно хитинизированное, в редких тонких волосках; голова за глазом не сужена; рострум немного длиннее переднеспинки, слабо изогнутый; глаза маленькие, округлые, расположены у основания на ростральной части головы, не выступают за контур головы; лоб уже основания рострума; усиковые бороздки направлены под глаза, видны сверху; усики коленчатые, вставлены перед серединой рострума; скапус достигает глаза; антенномеры 2-8 конические; булава большая, компактная; шов между 10 и 11 антенномерами отсутствует; диск переднеспинки густо и крупно пунктирован; скутеллюм присутствует; надкрылья с отчетливыми плечевыми выступами; бороздки надкрылий отчётливые; промежутки выпуклые, довольно широкие; пигидиум обнажён; прекоксальная часть простернума немного короче прококсальных впадин и длиннее посткоксальной части; прококсальные полости смежные; метавентрит короткий; брюшной отросток усечённый, шириной с метакоксу; прококсы конические; метакоксы субглобулярные; бёдра без зубцов; голени кости крючковатые; передние голени с большими зубцами, направленными к основанию в апикальной трети; лапки слабо расширены; второй членик лапок конический; 3-й членик широкий; коготки лапок свободные, без зубцов. 

## Систематика
Вид был впервые описан в 2021 году американским палеоэнтомологом Джорджем Пойнаром (George Poinar Jr; Department of Integrative Biology, Oregon State University, Корваллис, Орегон, США) и российским колеоптерологом Андреем Легаловым (Институт систематики и экологии животных СО РАН, Новосибирск, Россия). От близкого рода Theognete Champion, 1902 отличается слитыми 10-м и 11-м члениками усика и передними голенями. Род Bronchotibia принадлежит к трибе Lymantini на основании субглобулярных метакокс, усеченного брюшного отростка шириной с метакоксу. Кромое того, он имеет округлые глаза,  расположенные на ростральной части головы, обнаженый пигидий, выпуклое тело, конический второй членик лапок и прямое основание надкрылий.

## Этимология
Родовое название Bronchotibia происходит от латинских слов «bronchus» (выступающие зубцы) и «tibia» (голень) по отношению к большим зубцам на голенях жука. Видовой эпитет B. adunatus происходит от латинского слова «adunatus» (объединенный), имея ввиду объединённые воедино последние два членика усиков.